# Jack Harris (monteur)
Pour les articles homonymes, voir Harris et Jack Harris.

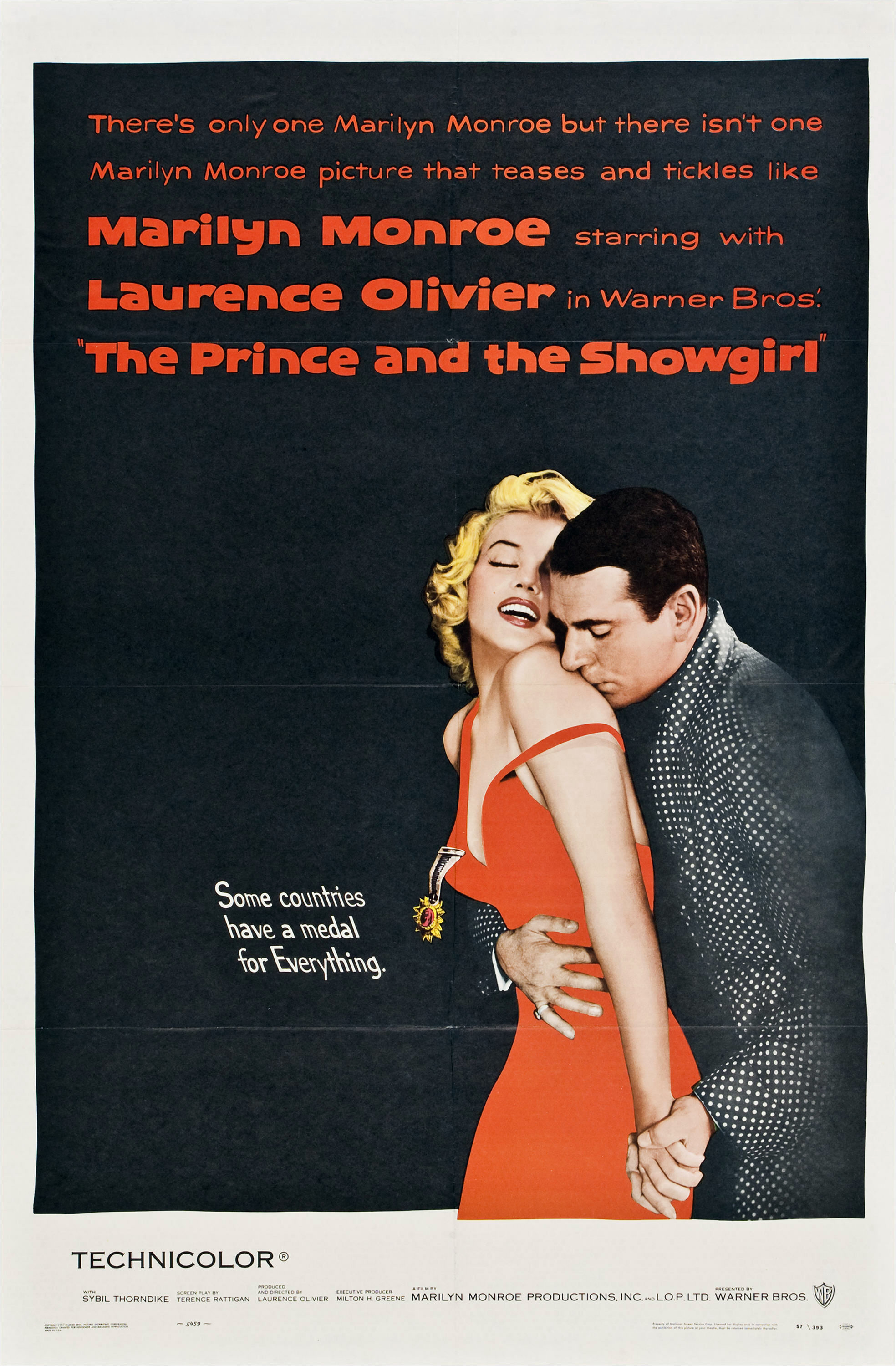
Le Prince et la Danseuse (1957)

Jack Harris, né le 2 juillet 1905 à Farnborough (Hampshire) et mort en 1971 à Yeovil (Somerset), est un monteur anglais.

## Biographie
Pour le cinéma (où il débute vers la fin des années 1920), Jack Harris est monteur sur quatre-vingt-dix films sortis entre 1930 et 1970, majoritairement britanniques ou en coproduction. Parmi eux figurent plusieurs réalisations de Maurice Elvey (ex. : Meurtres en 1932, avec Ivor Novello et Elizabeth Allan), David Lean (ex. : Brève Rencontre en 1945, avec Celia Johnson et Trevor Howard) ou Ronald Neame (ex. : La Salamandre d'or en 1950, avec Trevor Howard et Anouk Aimée).
Mentionnons également les deux coproductions américano-britanniques Capitaine sans peur de Raoul Walsh (1951, avec Gregory Peck et Virginia Mayo) et Le Prince et la Danseuse de Laurence Olivier (1957, avec le réalisateur et Marilyn Monroe), le film américain Le Corsaire rouge de Robert Siodmak (1952, avec Burt Lancaster et Nick Cravat), ou encore le film français Un homme qui me plaît de Claude Lelouch (l'avant-dernier qu'il monte, 1969, avec Jean-Paul Belmondo et Annie Girardot).
Jack Harris meurt en 1971 dans sa 66e année.

## Filmographie partielle
- 1931 : The Sleeping Cardinal de Leslie S. Hiscott (+ assistant-réalisateur)
- 1932 : Meurtres (The Lodger) de Maurice Elvey
- 1932 : The Missing Rembrandt de Leslie S. Hiscott
- 1933 : Le Juif errant (The Wandering Jew) de Maurice Elvey
- 1936 : Le Lys brisé (Broken Blossoms) de John Brahm
- 1936 : Spy of Napoleon de Maurice Elvey
- 1940 : Meurtres à la maison noire (Crimes at the Dark House) de George King
- 1940 : Sublime Sacrifice (Pastor Hall) de Roy Boulting
- 1943 : L'Étranger (The Demi-Paradise) d'Anthony Asquith
- 1944 : Heureux Mortels (This Happy Breed) de David Lean
- 1945 : L'esprit s'amuse (Blithe Spirit) de David Lean
- 1945 : Brève Rencontre (Brief Encounter) de David Lean
- 1946 : Les Grandes Espérances (Great Expectations) de David Lean
- 1947 : Je cherche le criminel (Take My Life) de Ronald Neame
- 1947 : Jusqu'à ce que mort s'ensuive (Blanche Fury) de Marc Allégret
- 1948 : Oliver Twist de David Lean
- 1949 : Les Amants passionnés (The Passionate Friends) de David Lean
- 1950 : La Salamandre d'or (Golden Salamander) de Ronald Neame
- 1951 : Capitaine sans peur (Captain Horatio Hornblower R.N.) de Raoul Walsh
- 1951 : Quand les vautours ne volent pas (Where No Vultures Fly) d'Harry Watt
- 1952 : Le Corsaire rouge (The Crimson Pirate) de Robert Siodmak
- 1953 : Le Vagabond des mers (The Master of Ballantrae) de William Keighley
- 1954 : Casaque arc-en-ciel (The Rainbow Jacket) de Basil Dearden
- 1955 : Tueurs de dames (The Ladykillers) d'Alexander Mackendrick
- 1956 : S.O.S. Scotland Yard (en) (The Long Arm) de Charles Frend
- 1957 : Le Prince et la Danseuse (The Prince and the Showgirl) de Laurence Olivier
- 1957 : Il était un petit navire (Barnacle Bill) de Charles Frend
- 1958 : Indiscret (Indiscreet) de Stanley Donen
- 1959 : Le Bouc émissaire (The Scapegoat) de Robert Hamer
- 1960 : Horizons sans frontières (The Sundowners) de Fred Zinnemann
- 1960 : Chérie recommençons (Once More, with Feeling!) de Stanley Donen
- 1962 : Billy Budd de Peter Ustinov
- 1964 : Mystère sur la falaise (The Chalk Garden) de Ronald Neame
- 1965 : He Who Rides a Tiger de Charles Crichton
- 1966 : Morgan (Morgan: A Suitable Case for Treatment) de Karel Reisz
- 1968 : Le Songe d'une nuit d'été (a Midsummer Night's Dream) de Peter Hall
- 1969 : Un homme qui me plaît de Claude Lelouch
- 1970 : Les Trois Sœurs (en) (Three Sisters) de Laurence Olivier et John Sichel (en)